# ديفيد بوغز
ديفيد بوغز (بالإنجليزية: David Boggs)‏ هو عالم حاسوب ومهندس أمريكي، ولد في 1950 في الولايات المتحدة.